# Plastificazione
La plastificazione è un processo durante il quale una materia plastica viene riscaldata fino a portarla alla fusione mentre è contemporaneamente sottoposta ad un'azione di rimescolamento continuo in modo da ottenere un fuso omogeneo.
Questo processo avviene normalmente all'interno di un cilindro riscaldato da resistenze elettriche, all'interno del quale è posizionata un'apposita vite dotata di opportuno profilo; la rotazione della vite produce il mescolamento che porta alla plastificazione della materia plastica durante la fase di fusione.

## Plastificazione mediante estrusore
In questo processo il materiale termoplastico viene fornito ai trasformatori sotto forma di granuli. Tali granuli vengono posti in una tramoggia (contenitore simile ad un imbuto) che alimenta una camera cilindrica riscaldata esternamente entro cui ruota una vite, dal profilo particolare che con la sua rotazione permette l'avanzamento dei granuli attraverso le varie zone riscaldate. La zona in cui i granuli entrano a contatto con la vite di plastificazione viene spesso raffreddata con un collettore ad acqua, per impedire che una eccessiva temperatura fonda immediatamente i granuli compromettendo l'avanzamento del materiale nel cilindro.
Nelle zone successive verso cui i granuli sono sospinti, la temperatura viene regolata su valori crescenti prossimi alla temperatura di plastificazione (temperatura in cui il materiale termoplastico fonde). Ad esempio nel caso di un polipropilene dove si vuole ottenere una temperatura del fuso di 240 °C, se le zone di regolazione di temperatura sul cilindro sono 4, potranno venire impostate nell'ordine di avanzamento del granulo a 180 °C la prima, 200 °C la seconda 220 °C la terza e 240 °C l'ultima. I granuli procedendo all'interno del cilindro di plastificazione, spinti dalla rotazione della vite iniziano in processo di fusione controllata in stato di continuo rimescolamento.
Tutte le materie plastiche aumentando di temperatura diminuiscono la loro densità, per cui tendono ad aumentare il proprio volume. Bisogna però considerare che il granulo quando è freddo occupa molto spazio perché fra un granulo e l'altro esiste uno spazio di aria. La densità apparente del granulo in tramoggia ha in genere valori attorno a 0,45 g/cm³; quella del polipropilene compatto a 20 °C è circa 0,915, ma quella del polipropilene fuso è circa 0,73.
La pressione che viene esercitata sul materiale durante la fase di plastificazione è determinata dal profilo interno della vite di plastificazione, che porta una diminuzione di volume per compattare bene il materiale mentre i granuli si fondono. Quando il materiale plastico ha percorso tutta la vite è completamente fuso ed ha le caratteristiche di un fluido visco-elastico. A questo punto la materia plastica è idonea per l'iniezione nello stampo oppure per essere estrusa.